# Блонский уезд
Блонский уезд — административная единица в составе Варшавской губернии Российской империи, существовавшая c 1867 года по 1919 год. Административный центр — город Блоня.

## История
Уезд образован в 1867 году в составе Варшавской губернии из части территории Варшавского уезда. В начале XX века центр уезда был перенесен в город Гродиск. В 1919 году преобразован в Гродзиский повят Варшавского воеводства Польши.

## Население
По переписи 1897 года население уезда составляло 104 776 человек, в том числе в городе Блоня — 2974 жит., в безуездном городе Мщонов — 5124 жит., в Гродиске — 4928 жит.

### Национальный состав
Национальный состав по переписи 1897 года:
- поляки — 85 867 чел. (82,0 %),
- евреи — 11 696 чел. (11,2 %),
- немцы — 6128 чел. (5,8 %),

## Административное деление
В 1913 году в состав уезда входило 22 гмин: 
| - Вискитки — пос. Вискитки, - Геленов — с. Брвинов, - Гродиск — пос. Гродиск, - Гузов — с. Меднявице, - Жирардов — ус. Жирардов, - Каски — с. Каски, | - Млохов — пос. Надиржин, - Пасс — гор. Блоня, - Пекары — с. Пекары, - Радзиков — гор. Блоня, - Радеевице — гор. Мщонов, - Скулы — д. Грегоржевице. |